# Crash de l'avion du groupe Wagner
Le crash de l'avion du groupe Wagner est un accident aérien survenu le 23 août 2023 près de la commune urbaine de Koujenkino au nord-ouest de Moscou, dans l'oblast de Tver, en Russie européenne. Parmi les dix victimes du crash se trouvent Evgueni Prigojine, Dmitri Outkine, Valeri Tchekalov (en) et d'autres personnalités du groupe Wagner, une société militaire privée financée par l'État russe.
Le crash survient deux mois jour pour jour après le début de la rébellion du groupe contre le président russe Vladimir Poutine et est considéré par un certain nombre d'agences de renseignement et de médias occidentaux comme l'œuvre de ce dernier. De façon plus générale, la mort de Prigojine s'inscrit dans une longue série de décès suspects d'oligarques russes débutée quelques semaines après l'invasion de l'Ukraine par la Russie.

## Contexte
Les 23 et 24 juin 2023, dans le contexte de la guerre russo-ukrainienne, le groupe Wagner se rebelle contre le gouvernement russe et entreprend de marcher sur Moscou. Les troupes du groupe Wagner parcourent plusieurs centaines de kilomètres, sans rencontrer d'opposition capable de les arrêter. À 200 km de Moscou, après l'annonce d'une médiation par le président biélorusse Alexandre Loukachenko, Evgueni Prigojine décide de mettre fin à l'insurrection et se réfugie en Biélorussie. Vladimir Poutine, officiellement, lui pardonne.
Quelques heures avant le crash, le général Sergueï Sourovikine, proche du groupe Wagner, est limogé,.

## Appareil
L'appareil victime de l'accident est un Embraer Legacy 600, construit en 2007 sous le numéro de série 14501008. Il passe entre les mains de trois compagnies d'affaires différentes (Linxair (en), International Jet Management et MNG Jet Aerospace) avant d'être acquis en octobre 2018 par Evgueni Prigojine au travers de sa société Autolex Transport, dont le siège social se trouve aux Seychelles.

## Déroulement
Selon les données de Flightradar24, l'avion était en vol à 15 h 0 UTC, après avoir décollé de l'aéroport de Moscou-Cheremetievo à Moscou (oblast de Moscou), à destination de l'aéroport de Poulkovo à Saint-Pétersbourg (oblast de Léningrad). Vers 15 h 11, il avait atteint une altitude de 8 500 m,. Il s'est maintenu à cette altitude jusqu'à 15 h 19, moment où il est monté à 9 200 m. Puis il est descendu à environ 8 400 m avant de remonter à 8 900 m. À 15 h 20 min 14 s UTC (fin des transmissions), l'appareil était descendu à 6 000 m.

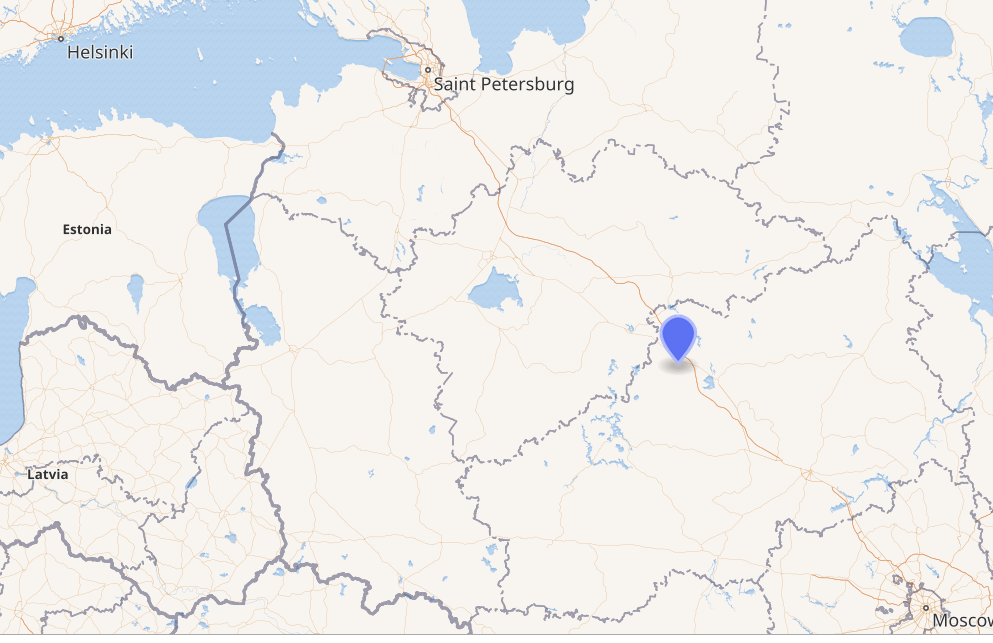
Carte montrant le lieu du crash.

L'avion s'écrase dans l'oblast de Tver, près de la commune de Koujenkino, à environ 180 km au nord de son point de départ, à Moscou,. Les images de la catastrophe montrent l'avion dans une vrille à plat avant de s'écraser au sol, une aile et son stabilisateur vertical apparemment manquants,. La plupart des débris, dont le fuselage, ont été retrouvés proches les uns des autres, à l'exception d'éléments de la queue et quelques autres débris,, et de l'aile droite qui aurait été retrouvée à trois kilomètres de l'épave.

## Victimes

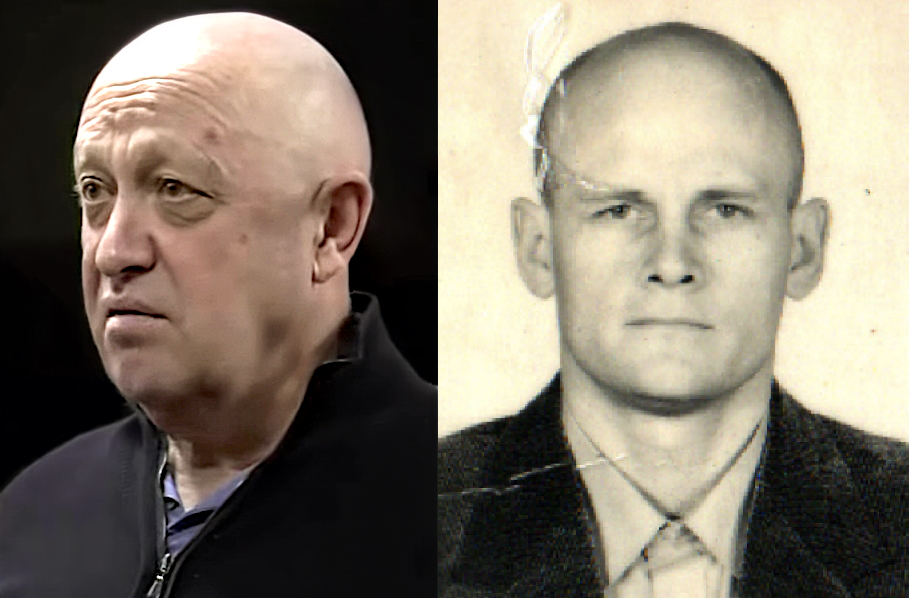
Evgueni Prigojine et Dmitri Outkine.

L'Agence fédérale russe du transport aérien (Rosaviatsiya) a communiqué la liste des personnes suivantes, qui se trouvaient à bord de l'appareil,,, : 
- Passagers :
  - Evgueni Prigojine, dirigeant du groupe Wagner, organisation paramilitaire russe ;
  - Dmitri Outkine, dit Wagner, bras droit de Prigojine et commandant opérationnel des forces armées de l'organisation ;
  - Valeri Tchekalov (en), dit Rover, né le 10 janvier 1976, chef de la sécurité, de la logistique et des transports de Wagner, responsable des activités pétrolières de Wagner en Syrie[19], PDG et propriétaire de plusieurs sociétés associées à Prigojine ;
  - Sergueï Propoustine, dit Kedr, né le 1er août 1979, combattant dans le 2e détachement d'assaut et de reconnaissance de Wagner, possible agent du GRU ;
  - Evgueni Makarian, dit Makar, né le 1er février 1985, combattant dans le 4e détachement d'assaut de Wagner en Syrie, blessé à la cuisse gauche par un bombardement américain lors de la bataille de Khoucham, possible garde du corps d'Evgueni Prigojine ;
  - Alexandre Totmine, dit Tot, né le 12 septembre 1992, mercenaire de Wagner au Soudan, possible garde du corps d'Evgueni Prigojine ;
  - Nikolaï Matousseïev, possible combattant dans le 4e détachement d'assaut de Wagner en Syrie.

- Équipage :
  - Alexeï Levchine, né en 1972 à Tambov, commandant de bord[20] ;
  - Roustam Karimov, né vers 1994, copilote[21] ;
  - Kristina Raspopova, née en 1984 en RSS Kazakhe, hôtesse de l'air, sœur d'Evgueni Raspopov, le procureur adjoint d'Iemanjelinsk[22],[23]. Par ailleurs Kristina Raspopova était une salariée du groupe Wagner[24].

Le 27 août 2023, les autorités russes ont communiqué officiellement qu'à la suite d'analyses génétiques, il a été établi que cette liste correspondait bien à celle des victimes,,.
Le groupe Wagner a par ailleurs confirmé la mort de Evgueni Prigojine dans un canal Telegram : « Le chef du groupe Wagner, héros de la Russie, véritable patriote de sa patrie, Evgueni Prigojine, est décédé des suites des actions de traîtres à la Russie ».

## Réactions

### En Russie
La couverture de la catastrophe a été limitée à un reportage de trente secondes le soir même sur Vremya, l'émission d'information phare de la chaîne de télévision d'État, Pervy Kanal. 
Un sanctuaire de fortune est apparu au siège du groupe Wagner à Saint-Pétersbourg, où des gens apportent des fleurs et des bougies. Les opposants russes à Vladimir Poutine réagissent différemment. Ainsi, Mikhaïl Khodorkovski déclare qu’il s’agit de la « dernière exécution extrajudiciaire en date. […] Quoi que vous pensiez du personnage, il est inadmissible de tuer quelqu'un sans procès »,. 
Le lendemain du crash, Vladimir Poutine adresse ses condoléances aux familles des victimes et salue Prigojine comme un homme « talentueux » mais qui a commis des « erreurs ».

### À l'étranger
Aux États-Unis, des responsables tels que la porte-parole du Conseil de sécurité nationale, Adrienne Watson, et le président Joe Biden, déclarent n’être « pas surpris ». Interrogé sur les éventuels responsables, le président a ajouté : « il ne se passe pas grand-chose en Russie sans que Poutine ne soit derrière, mais je n'en sais pas assez pour connaître la réponse »,. Le directeur de la CIA, William Burns, déclare que « la vengeance est un plat que Poutine préfère servir froid ».
En France, le porte-parole du gouvernement Olivier Véran, interrogé sur France 2, confirme la suspicion d’un acte intentionnel en déclarant au sujet des conditions de l’accident : « On peut avoir des doutes raisonnables. » Sur les victimes, il déclare : « Prigojine laisse derrière lui des charniers. Il laisse derrière lui une pagaille dans une grande partie du globe, je pense à l'Afrique, à l'Ukraine, à la Russie elle-même ». Interrogée par l’AFP, la ministre des Affaires étrangères Catherine Colonna répond avec ironie que « le taux de mortalité parmi les proches de Poutine est particulièrement élevé. […] C’est une activité à risque », tandis que les communications officielles de son ministère restent prudentes, arguant que « les conditions du crash [sont] tout sauf claires. […] Il est trop tôt pour mesurer les conséquences de la disparition présumée de Prigojine ».
L’opposante biélorusse Svetlana Tikhanovskaïa, de son côté, qualifie Prigojine de « meurtrier [qui] ne manquera à personne ».

## Causes du crash

### Suspicions
Le gouvernement russe est souvent désigné comme responsable possible,, de cet événement mais sans être accusé formellement, faute de preuves. En Russie, certains sympathisants de Vladimir Poutine soupçonnent une responsabilité ukrainienne, ce qu'a démenti le président ukrainien Volodymyr Zelensky.
Quelques heures après le crash, une chaîne Telegram associée à Wagner, Grey Zone, écrit que le jet a été abattu par l'Armée de l'air russe.
Selon un article du Wall Street Journal du 22 décembre 2023, Nikolaï Patrouchev serait l'organisateur du crash.

### Enquête en Russie
Dès l'annonce de l'accident, le ministère des Situations d'urgence commence une enquête. La société aéronautique brésilienne Embraer est le constructeur de l'avion. Les autorités russes préviennent le Brésil qu'elles ne demanderont pas de coopération pour le moment avec le Centre brésilien d'enquête et de prévention des accidents aéronautiques (CENIPA). Cette participation n'est pas obligatoire mais elle est souvent recommandée pour des raisons d’efficacité et de transparence. Conformément à la Convention de Chicago de 1944, elle ne peut être demandée que par le pays territorialement compétent, qui est celui du lieu du crash (cf. annexe 13 de la Convention). La Russie a pourtant déjà usé de cette possibilité dans des cas similaires (crash sur le territoire russe, avionneur étranger) comme pour l'enquête sur le vol Tatarstan Airlines 363 (constructeur : Boeing, USA) ou le vol Khabarovsk Airlines 463 (constructeur Let Kunovice, République tchèque)[réf. nécessaire]. Jeff Guzzetti, ancien enquêteur américain sur les accidents aériens, a déclaré que la Russie devrait accepter de coopérer avec le Brésil, même si la CENIPA ne peut participer qu'à distance en raison des sanctions imposées à la Russie. Si la Russie ne le fait pas, cela est selon lui « un signe certain que l'enquête ne sera pas transparente ». Reuters indique que les enquêtes sur les accidents aériens sont généralement menées pour améliorer la sécurité sans accuser personne, mais sont souvent entachées d'intérêts politiques.
Le comité d'enquête de la fédération de Russie a également ouvert « une enquête pénale pour violation des règles de sécurité routière et d'exploitation du transport aérien »
Le 5 octobre 2023, le président russe Vladimir Poutine déclare : « Le chef du Comité d'enquête m'a fait un rapport il y a quelques jours. Des fragments de grenades ont été retrouvés dans les corps des victimes de la catastrophe aérienne. Il n'y a pas eu d'impact externe sur l'avion. »

### Renseignements américains
Le lendemain du crash, une communication officielle du major général Patrick S. Ryder (en), porte-parole du Pentagone, évoque une explosion mais réfute la thèse du missile sol-air, sans se prononcer sur l'hypothèse d'une bombe à bord de l'appareil.